# Krystyna Marczewska
Krystyna Marczewska  − polska historyk ruchu robotniczego. 

## Życiorys
Pracowała w Zakładzie Historii Partii przy KC PZPR. Po rozwiązaniu Zakładu Historii Partii pracował w Centralnym Archiwum KC PZPR. Autorka haseł w Słowniku biograficznym działaczy polskiego ruchu robotniczego. Zajmowała się źródłami do dziejów polskiego ruchu robotniczego okresu wojny i okupacji hitlerowskiej.  

## Wybrane publikacje
- Zginęli w walce: sylwetki bojowników AL i GL oprac. na podstawie materiałów zebr. i przygot. przez Wacława Poterańskiego i Krystynę Marczewską, przedm. Władysława Machejka, Warszawa: Książka i Wiedza 1957.
- (współautor: Władysław Ważniewski), Obóz koncentracyjny Oświęcim w świetle akt Delegatury Rządu RP na Kraj, Oświęcim: Wydawnictwo Państwowego Muzeum 1968 (wyd. 2 - "Zeszyty Majdanka" 20 (1999), s. 139-226).
- Polska Partia Robotnicza 1942-1945 - inwentarz akt, Warszawa: Polska Zjednoczona Partia Robotnicza 1984.